# Entreprise à caractère sexuel
Dans la loi des États-Unis, une entreprise à caractère sexuel (sexually oriented business) est une entreprise qui fait partie de l'industrie du sexe, comme les sites de spectacles érotiques et les magasins d'accessoires érotiques. Les réglementations associées peuvent viser à décourager ce type d'entreprises, considérées comme nuisibles pour leur lien avec l'industrie du sexe.
Bien que de nombreuses réglementations sur ces entreprises violent sans doute les droits conférés par le Premier amendement de la Constitution des États-Unis, les législateurs utilisent la doctrine des effets secondaires - pour laquelle les restrictions des droits du Premier Amendement sont légales si les restrictions peuvent empêcher de nuire à la communauté au sens large - pour justifier la réglementation des entreprises à caractère sexuel.

## Biobliographie
- Edwards, « Gender, social disorganization theory, and the locations of sexually oriented businesses », Deviant Behavior, vol. 31, no 2,‎ 2010, p. 135–158 (DOI 10.1080/01639620902854852)
- Stern, « Sex, Lies, and Prior Restraints: Sexually Oriented Business-The New Obscenity », U. Det. L. Rev., vol. 68,‎ 1990, p. 253 (lire en ligne)
- McDonald, « Regulating Sexually Oriented Businesses: The Regulatory Uncertainties of a Regime of Prohibition by Indirection and the Obscenity Doctrine's Communal Solution », BYU L. Rev.,‎ 1997, p. 339 (lire en ligne)
- Calvert et Richards, « Stripping Away First Amendment Rights: The Legislative Assault on Sexually Oriented Businesses », NYUJ Legis. & Pub. Pol'y, vol. 7,‎ 2003, p. 287 (lire en ligne)
- Hubbard, Matthews et Scoular, « Legal geographies–controlling sexually oriented businesses: law, licensing, and the geographies of a controversial land use », Urban Geography, vol. 30, no 2,‎ 2009, p. 185–205 (DOI 10.2747/0272-3638.30.2.185)